# Дроздовський Гордій Іванович
Горді́й Іва́нович Дроздо́вський (*3 січня (15 січня) 1835, Полтавська губернія, Російська імперія — †11 січня (24 січня) 1908, Чернігів, Чернігівська губернія, Російська імперія) — офіцер Російської імператорської армії XIX ст., генерал-майор у відставці, учасник Севастопольської оборони, викладач військової справи, другий командир (1892-1895) 168-го піхотного резервного Острозького полку (з 1 січня 1898 — 167-й піхотний Острозький полк).

## Життєпис
Народився 3 січня (15 січня) 1835 року в родині колезького секретаря (згодом — титулярного радника, з 1863 спадкового дворянина) Івана Івановича та Ольги Яківни Дроздовських. Навчався у Ніжинській гімназії вищих наук.
Початок служби та участь у Кримській війні
2 листопада 1854 року надано офіцерське звання. Прикомандирований до резервного батальйону єгерського Тарутинського полку. 25 березня 1855 року переведений у резервний Єгерський полк 17-ї піхотної дивізії.
3 квітня 1855 року переведений у 46-й піхотний Дніпровський полк, у складі якого того ж дня прибув до Криму для участі в Східній війні. Перебував у Севастопольському гарнізоні. 4 серпня 1855 року був учасником бою на Чорній річці, 24 серпня — бою на північних рубежах оборони Севастополя (всього брав участь у захисті міста протягом 59 днів, за що до вислуги йому було додано 1 рік, 9 місяців і 19 днів).
За хоробрість, виявлену в боях, 22 вересня 1855 року був підвищений до прапорщика. На фронті перебував до 20 березня 1856 року, коли стало відомо про підписання Паризького миру.
Повоєнна діяльність
4 червня 1859 року підвищений до підпоручника, а 4 червня 1862 — до поручника. У січні 1863 року призначений черговим офіцером до корпусного юнкерського училища в Павловську, восени — знову переведений до 46-го піхотного Дніпровського полку (12 дивізія).
27 січня 1864 року призначений полковим ад'ютантом, а 31 січня 1865 року за бездоганну службу нагороджений орденом Святого Станіслава III-го ступеня (за клопотанням від 9 листопада 1863).
27 квітня 1866 року вінчається з Надією Миколаївною Діріною.
11 січня 1868 року підвищений до штабс-капітана, а 20 січня 1871 року отримує чин капітана, тоді ж, у серпні, призначений командиром роти до Київського піхотного юнкерського училища.
31 травня 1874 року отримує чин майора; 15 травня 1883 року зведений у підполковники і переведений у 46-й піхотний Дніпровський полк.
У квітні 1884 року прикомандирований до 48-го піхотного Одеського полку для командування батальйоном (затверджений на посаді в січні 1885), а в листопаді — переведений туди на службу.
У 1886 році наказом по Київському військовому округу призначений тимчасовим членом Київського військово-окружного суду.
19 жовтня 1887 року за 1500 рублів викупив для родини в брата маєток у Полтавській губернії та земельні ділянки біля Прилук загальною площею 12 десятин.
22 листопада 1890 року відбув до Ковно для командування новосформованим 3-м фортечним Ковенським батальйоном. 7 січня 1891 року підвищений до чину полковника з одночасним затвердженням на посту командира Ковенського батальйону.
1 грудня 1892 року отримує останнє призначення — командиром 168-го піхотного резервного Острозького полку.
У 1895 році переводить полк на квартирування до Чернігова. Того ж року виходить у відставку в чині генерал-майора.
Останні роки проживав у Чернігові разом з донькою Юлією. Помер 11 січня (24 січня) 1908 року від туберкульозу легень, похований на Петропавлівському кладовищі.
Опис похорону генерал-майора Г. І. Дроздовського
|  | ...полк поставився до смерті свого колишнього командира та його осиротілої родини, як і сподіватися не можна було. [...] Солдати до останньої секунди служили йому. Вони несли його на руках до кладовища, катафалк їхав лише для вигляду, солдати опустили його і до могили. Від квартири до церкви офіцери виявили бажання самі нести його на руках. Всі офіцери на чолі з командиром були присутні на похороні. У похованні брав участь й полковий священик Соколовський... [...] ...виявивши дуже багато уваги й співчуття. [...] ...останні почесті... [...] ...були віддані такі, яких цілковито заслужила ця ідеально чесна та благородна людина. Оригінальний текст (рос.) ...полк отнесся к смерти своего бывшего командира и его осиротевшей семье, как и предполагать нельзя было. [...] Солдаты до последней секунды служили ему. Они несли его на руках до кладбища, катафалка ехала только для виду, солдаты опустили его и в могилу. Из квартиры до церкви офицеры пожелали сами нести его на руках. Все офицеры во главе с командиром присутствовали на погребении. В похоронах участвовал и полковой священник Соколовский... [...] ...оказавший очень много внимания и участия. [...] ...последняя честь... [...] ...была отдана такая, какую вполне заслужил этот идеально честный и благородный человек. |

## Родина
- дружина Надія Миколаївна (1844—1893);
- донька Юлія (1866—1922; сестра милосердя, кавалер Срібної медалі за участь у Російсько-японській війні);
- донька Уляна (1869—1921);
- донька Марія (1870-?);
- донька Євгенія (1873-?);
- син Михайло (1881—1919; Генерального штабу генерал-майор, Георгіївський кавалер, один із керівників Білого руху на півдні Росії).

## Нагороди
- Орден Святого Володимира IV-го ступеня з бантом (22 вересня 1881);
- Орден Святої Анни II-го ступеня (15 лютого 1887);
- Орден Святої Анни III-го ступеня (17 лютого 1878);
- Орден Святого Станіслава II-го ступеня (9 травня 1882);
- Орден Святого Станіслава III-го ступеня (31 січня 1865);
- Срібна медаль «За захист Севастополя»;
- Срібна медаль «В пам'ять 50-річчя захисту Севастополя» (30 листопада 1904);
- Світло-бронзова медаль «В пам'ять війни 1853—1856»;
- Знак Червоного Хреста (дозвіл на носіння від 28 серпня 1880).

## Пам'ять
- На Петропавлівському кладовищі Чернігова збереглася могила Г. І. Дроздовського[3]. Впродовж 2012-2013 років надгробок було оновлено силами громадських організацій російського імперського націоналістичного спрямування[4].